# KBV 181
KBV 181 är ett av Kustbevakningens övervakningsfartyg. Fartyget levererades år 1990 från Rauma-Repolas varv i Raumo i Finland och är en förlängd och något modifierad version av finländska Gränsbevakningsväsendets Ursus och Tursas. KBV 181 används främst för utsjöbevakning. Förutom övervakningsverksamhet kan fartyget även användas som miljöskyddsfartyg samt som forskningsfartyg för Umeå marina forskningscentrum. För miljöarbetet medförs ombord länsor och ett system för upptagning av olja från vattenytan. På fartyget finns även ett brandbekämpningssystem bestående av en vattenkanon med en kapacitet av 3.500 liter per minut. Hon är numera stationerad i Umeå, tidigare i Slite.
Som en del av ett samarbete med tidigare Fiskeriverket har KBV 181 utgjort Sveriges bidrag i EU:s fiskeövervakning i Nordatlanten.